# تشارلز جي. دان
تشارلز جي. دان هو قاضي وسياسي أمريكي، ولد في 14 يوليو 1872، وتوفي في 10 نوفمبر 1939. نشط حزبياً في الحزب الجمهوري. وقد انتخب عضو مجلس نواب مين ‏.